# Cinco Anciões
No folclore do sul da China, os Cinco Anciões de Shaolin  (Chinês: 少林五祖; pinyin: Shàolín wǔ zǔ; Jyutping: Siu3 lam4 ng5 zou2), também conhecidos como Cinco Generais, são os sobreviventes de uma das destruições do mosteiro Shaolin pela dinastia Qing, que teria ocorrido em 1647, 1674 ou 1732.
O mosteiro Shaolin original foi construído na encosta norte da montanha Shaoshi, o pico central do monte Song, uma das montanhas sagradas da China, localizado na província de Henan, pelo imperador Xiaowen, da dinastia Wei do norte, em 477. Por várias vezes ao longo da história, o mosteiro foi destruído (queimado) por razões políticas, e reconstruído muitas vezes.
Algumas tradições também fazem referência a um Mosteiro Shaolin do Sul, localizado na província de Fujian. Associado com histórias do suposto incêndio de Shaolin pelo governo Qing e com contos dos Cinco Anciões, esse templo, algumas vezes conhecido pelo nome de Changlin, é, frequentemente, tido como alvo das forças Qing ou como refúgio de monges fugitivos dos ataques ao mosteiro Shaolin original. Além do debate sobre a historicidade da destruição da era Qing, não se tem certeza sobre a existência real do mosteiro sulistaː muitas locações em Fujian são propostas como possíveis localizações. Fujian realmente possui um mosteiro histórico chamado Changlin, e um mosteiro chamado de "claustro de Shaolin" existiu em Fuqing, em Fujian, desde a dinastia Song, mas não se tem certeza sobre a ligação desses mosteiros com o mosteiro Shaolin de Henan ou com qualquer tradição marcial.

## Os cinco anciões de Shaolin
Dentro de muitos círculos de artes marciais, considera-se que os Cinco Anciões de Shaolin sãoː
|                   | chinês tradicional | chinês simplificado | Pinyin            | romanização Yale do cantonês | |
| ----------------- | ------------------ | ------------------- | ----------------- | ---------------------------- | --- |
| Ji Sin (Gee Sin)  | 至善禪師           | 至善禅师            | Zhì Shàn Chán Shī | Ji Sin Sim Si                | "Chán Shī (Sim Si)" significa "professor de zen". Especula-se que também seja conhecido como Chi Thien Su.                                                  |
| Ng Mui            | 五梅大師           | 五梅大师            | Wǔ Méi Dà Shī     | Ng Mui Daai Si               | Célebre pelo Ng Mui Kuen, Wing Chun, estilo do dragão, Pak Hok, e Hung Kuen de Cinco Padrões. "Dà Shī (Daai Si)" significa "grande professora".             |
| Bak Mei (Pei Mei) | 白眉道人           | 白眉道人            | Bái Méi Dào Rén   | Bak Mei Dou Yan              | "Bái Méi Dào Rén (Bak Mei Dou Yan)" significa, literalmente, "taoista com sobrancelhas brancas". Especula-se que também seja conhecido como Chu Long Tuyen. |
| Fung Dou Dak      | 馮道德             | 冯道德              | Féng Dàodé        | Fung Dou Dak                 | Taoista fundador do Bak Fu Pai. |
| Miu Hin           | 苗顯               | 苗显                | Miáo Xiǎn         | Miu Hin                      | Um discípulo Shaolin "não raspado" (leigo). |

## Os cinco anciões das famílias
Os fundadores dos cinco maiores estilos familiares do sul da China foram alunos de Gee Sin e, algumas vezes, também são chamados de Cinco Anciões. Isso tem causado alguma confusão.
| língua inglesa  | chinês tradicional | chinês simplificado | Pinyin      | romanização Yale do cantonês |                                                                          |
| --------------- | ------------------ | ------------------- | ----------- | ---------------------------- | ------------------------------------------------------------------------ |
| Hung Hei (Goon) | 洪熙官             | 洪熙官              | Hóng Xīguān | Hung Hei (Goon)              | fundador do hung gar                                                     |
| Lau Saam Ngan   | 劉三眼             | 刘三眼              | Liú Sānyǎn  | Lau Saam Ngan                | literalmente, Lau de "três olhos"; fundador do Lau Gar                   |
| Choi Gau Yi     | 蔡九儀             | 蔡九仪              | Cài Jiǔyí   | Choi Gau Yi                  | fundador do Choi Gar                                                     |
| Lei Yau Saan    | 李友山             | 李友山              | Lǐ Yǒushān  | Lei Yau Saan                 | fundador do Lei Gar; professor de Chan Heung, o fundador do choy lay fut |
| Mok Ching Giu   | 莫清矯             | 莫清矫              | Mò Qīngjiǎo | Mok Ching Giu                | fundador do Mok Gar                                                      |